# بطولة أمم أوروبا 2016
بطولة أمم أوروبا لكرة القدم 2016 أو كما يشار إليها يورو 2016، هي البطولة الخامسة عشرة من بطولة أمم أوروبا لكرة القدم والتي ينظمها الاتحاد الأوروبي لكرة القدم. أقيمت في فرنسا في الفترة ما بين 10 يونيو 2016 إلى 10 يوليو 2016. وهي البطولة الأولى التي شارك بها 24 منتخباً منذ بطولة أمم أوروبا لكرة القدم 1996، بعدما أقر الاتحاد الأوروبي لكرة القدم زيادة عدد المنتخبات المشاركة، وبهذا أصبحت بطولة أمم أوروبا لكرة القدم 2012 آخر بطولة يشارك بها 16 منتخباً. انطلقت التصفيات بمشاركة 53 منتخباً يتنافسون فيما بينهم لحجز 23 مقعداً لنهائيات يورو 2016، تأهلت فرنسا تلقائياً بصفتها الدولة المستضيفة، بينما تأهلت المنتخبات الـ23 من خلال التصفيات المؤهلة والتي جرت ما بين 7 سبتمبر 2014 و17 نوفمبر 2015.
فاز المنتخب البرتغالي بالبطولة لأول مرة في تاريخه بعد فوزه على صاحب الضيافة منتخب فرنسا في المباراة النهائية، وبذلك تأهل إلى كأس القارات 2017 الذي ستستضيفه روسيا.

## اختيار البلد المستضيف

### التصويت
رئيس الاتحاد الفرنسي لكرة القدم، جان بيير اسكاليت، أعلن بأن فرنسا لها نية لتقديم ملفها باستضافة يورو 2016 أو يورو 2020 في 18 أبريل 2007. وعلق فريدريك تيريز بأنها ستكون مرشحا المواتية، نظرا لنوعية البنية التحتية القائمة بالفعل.
| الاتحادات المرشحة | الجولة الأولى | الجولة الثانية |
| ----------------- | ------------- | -------------- |
| فرنسا             | 43            | 7              |
| تركيا             | 38            | 6              |
| إيطاليا           | 23            |                |
| مجموع الأصوات     | 104           | 13             |

### اللجنة التنفيذية
| - ميشيل بلاتيني (الرئيس) - سينيس إرزيك - جوف تومبسون - انخيل ماريا فيلار - ماريوس ليفكاريتيس - جوزيف ميفسود - جيانكارلو أبيتي - فرانتيشك لوريناك | - جيلبيرتو ماداييل - غريغوري سوركيس - ليوتوراس فارانفيسيوس - ألان هانسن - أبراهام لوزون - ميرتشيا ساندو - مايكل فان براغ - ثيو تسفانتسيجر |

بسبب جنسياتهم، ميشيل بلاتيني وسينيس إرزيك وجيانكارلو أبيتي لم يستطيعوا التصويت في الدورتين.

## التأهل

### التصفيات
أجريت قرعة التصفيات في قصر المؤتمرات أكروبوليس، نيس يوم 23 فبراير 2014. تم تصنيف المنتخبات وفقاً لترتيب معامل اليويفا للمنتخبات الوطنية والذي تم الإعلان عنه إلى جانب إجراءات القرعة وجدول مباريات البطولة النهائية بعد اجتماع اللجنة التنفيذية من 23–24 يناير في نيون.
تأهل منتخب فرنسا تلقائياً للبطولة باعتباره البلد المستضيف، بينما ستقوم الاتحادات الـ53 المتبقية بخوض منافسات التأهل من أجل حجز 23 مقعد في النهائيات بما فيهم جبل طارق الذي يشارك للمرة الأولى في المسابقة بعدما قبل الاتحاد الأوروبي لكرة القدم مشاركته في البطولة. حيث قسمت المنتخبات الـ53 على ثمانية مجموعات ذات ستة منتخبات ومجموعة أخرى ذات خمسة منتخبات. التسعة المتحصلين على المراكز الأولى، والتسعة المتحصلين على المراكز الثانية، وأحسن متحصل على المركز الثالث، يتأهلون مباشرة للمرحلة النهائية. لتحديد أفضل متحصل على المركز الثالث، المعيار المحتسب هو أفضل عدد نقاط يتحصل عليها صاحب مركز ثالث، مع العلم أن النقاط المسجلة ضد منتخبات المركز السادس لا تؤخذ بعين الاعتبار. الثمانية منتخبات المتحصلة على المركز الثالث كذلك تلعب ملحق مؤهل للدور النهائي والذي فيه أربعة أماكن فقط.
حيث بدأت مرحلة المجموعات من التصفيات في 7 سبتمبر 2014 وانتهت في 13 أكتوبر 2015. بينما أقيم ملحق الذهاب بين 12 و14 نوفمبر 2015، بينما كان ملحق الإياب بين 15 و17 نوفمبر 2015.

### المنتخبات المشاركة
| البلد            | تأهل بصفة                | تاريخ ضمان التأهل | المظاهر السابقة في البطولة1 2                                         |
| ---------------- | ------------------------ | ----------------- | --------------------------------------------------------------------- |
| فرنسا            | مضيف                     | 20 مايو 2010      | (8) 1960، 1984، 1992، 1996، 2000، 2004، 2008، 2012                    |
| إنجلترا          | متصدر المجموعة ر         | 5 سبتمبر 2015     | 8 (1968، 1980، 1988، 1992، 1996، 2000، 2004، 2012)                    |
| جمهورية التشيك   | متصدر المجموعة أ         | 6 سبتمبر 2015     | 8 (1960، 1976، 1980، 1996، 2000، 2004، 2008، 2012)                    |
| آيسلندا          | وصيف المجموعة أ          | 6 سبتمبر 2015     | 0 (أول مشاركة)                                                        |
| النمسا           | متصدر المجموعة ص         | 8 سبتمبر 2015     | 1 (2008)                                                              |
| أيرلندا الشمالية | متصدر المجموعة س         | 8 أكتوبر 2015     | 0 (أول مشاركة)                                                        |
| البرتغال         | متصدر المجموعة ع         | 8 أكتوبر 2015     | 6 (1984، 1996، 2000، 2004، 2008، 2012)                                |
| إسبانيا          | متصدر المجموعة ج         | 9 أكتوبر 2015     | 9 (1964، 1980، 1984، 1988، 1996، 2000، 2004، 2008، 2012)              |
| سويسرا           | وصيف المجموعة ر          | 9 أكتوبر 2015     | 3 (1996، 2004، 2008)                                                  |
| إيطاليا          | متصدر المجموعة ط         | 10 أكتوبر 2015    | 8 (1968، 1980، 1988، 1996، 2000، 2004، 2008، 2012)                    |
| بلجيكا           | متصدر المجموعة ب         | 10 أكتوبر 2015    | 4 (1972، 1980، 1984، 2000)                                            |
| ويلز             | وصيف المجموعة ب          | 10 أكتوبر 2015    | 0 (أول مشاركة)                                                        |
| رومانيا          | وصيف المجموعة س          | 11 أكتوبر 2015    | 4 (1984، 1996، 2000، 2008)                                            |
| ألبانيا          | وصيف المجموعة ع          | 11 أكتوبر 2015    | 0 (أول مشاركة)                                                        |
| ألمانيا          | متصدر المجموعة د         | 11 أكتوبر 2015    | 11 (1972، 1976، 1980، 1984، 1988، 1992، 1996، 2000، 2004، 2008، 2012) |
| بولندا           | وصيف المجموعة د          | 11 أكتوبر 2015    | 2 (2008، 2012)                                                        |
| روسيا            | وصيف المجموعة ص          | 12 أكتوبر 2015    | 10 (1960، 1964، 1968، 1972، 1988، 1992، 1996، 2004، 2008، 2012)       |
| سلوفاكيا         | وصيف المجموعة ج          | 12 أكتوبر 2015    | 0 (أول مشاركة)                                                        |
| كرواتيا          | وصيف المجموعة ط          | 13 أكتوبر 2015    | 4 (1996، 2004، 2008، 2012)                                            |
| تركيا            | أفضل فريق صاحب مركز ثالث | 13 أكتوبر 2015    | 3 (1996، 2000، 2008)                                                  |
| المجر            | فائز الملحق التأهيلي     | 15 نوفمبر 2015    | 2 (1964، 1972)                                                        |
| جمهورية أيرلندا  | فائز الملحق التأهيلي     | 16 نوفمبر 2015    | 2 (1988، 2012)                                                        |
| السويد           | فائز الملحق التأهيلي     | 17 نوفمبر 2015    | 5 (1992، 2000، 2004، 2008، 2012)                                      |
| أوكرانيا         | فائز الملحق التأهيلي     | 17 نوفمبر 2015    | 1 (2012)                                                              |

1. ↑  من 1960 إلى 1980، شاركت جمهورية التشيك تحت مسمى تشيكوسلوفاكيا.
2. ↑  من 1972 إلى 1988، ألمانيا تحت مسمى ألمانيا الغربية.
3. ↑  من 1960 إلى 1988، شاركت روسيا تحت مسمى الاتحاد السوفيتي، وفي 1992 تحت مسمى رابطة الدول المستقلة.

### القرعة
اقيمت قرعة نهائيات بطولة أمم أوروبا لكرة القدم 2016 في قصر مؤتمرات في العاصمة الفرنسية باريس بتاريخ 12 ديسمبر 2015. وتم تقسيم المنتخبات المتأهلة (24 منتخباً) إلى ست مجموعات، كل مجموعة تتكون من أربعة فرق. وبسبب استضافة فرنسا للمنافسات، تم وضعها تلقائياً في A1.

## الملاعب
| سان دوني (باريس)                | مرسيليا                                                                                               | مرسيليا                                                                                               | ديسين-شاربيو (ليون)                   |
| ------------------------------- | --- | --- | ------------------------------------- |
| ملعب فرنسا السعة: 81.338        | ستاد فيلودروم السعة: 67.000                                                                           | ستاد فيلودروم السعة: 67.000                                                                           | ملعب الأضواء السعة: 61.556            |
|                                 | | |                                       |
| باريس                           | سان دوني مرسيليا سانت إتيان تولوز باريس لنس ليون بوردو فيلينوف داسك نيسبطولة أمم أوروبا 2016 (France) | سان دوني مرسيليا سانت إتيان تولوز باريس لنس ليون بوردو فيلينوف داسك نيسبطولة أمم أوروبا 2016 (France) | فيلينوف داسك (ليل)                    |
| بارك دي برينس السعة: 51.000     | سان دوني مرسيليا سانت إتيان تولوز باريس لنس ليون بوردو فيلينوف داسك نيسبطولة أمم أوروبا 2016 (France) | سان دوني مرسيليا سانت إتيان تولوز باريس لنس ليون بوردو فيلينوف داسك نيسبطولة أمم أوروبا 2016 (France) | ملعب ليل متروبول الكبير السعة: 50.186 |
|                                 | سان دوني مرسيليا سانت إتيان تولوز باريس لنس ليون بوردو فيلينوف داسك نيسبطولة أمم أوروبا 2016 (France) | سان دوني مرسيليا سانت إتيان تولوز باريس لنس ليون بوردو فيلينوف داسك نيسبطولة أمم أوروبا 2016 (France) |                                       |
| لنس                             | سان دوني مرسيليا سانت إتيان تولوز باريس لنس ليون بوردو فيلينوف داسك نيسبطولة أمم أوروبا 2016 (France) | سان دوني مرسيليا سانت إتيان تولوز باريس لنس ليون بوردو فيلينوف داسك نيسبطولة أمم أوروبا 2016 (France) | بوردو                                 |
| ملعب بولار دولولي السعة: 45.000 | سان دوني مرسيليا سانت إتيان تولوز باريس لنس ليون بوردو فيلينوف داسك نيسبطولة أمم أوروبا 2016 (France) | سان دوني مرسيليا سانت إتيان تولوز باريس لنس ليون بوردو فيلينوف داسك نيسبطولة أمم أوروبا 2016 (France) | ملعب بوردو الجديد السعة: 42.000       |
|                                 | سان دوني مرسيليا سانت إتيان تولوز باريس لنس ليون بوردو فيلينوف داسك نيسبطولة أمم أوروبا 2016 (France) | سان دوني مرسيليا سانت إتيان تولوز باريس لنس ليون بوردو فيلينوف داسك نيسبطولة أمم أوروبا 2016 (France) |                                       |
| سانت إتيان                      | تولوز                                                                                                 | تولوز                                                                                                 | نيس                                   |
| ملعب جوفروا غيشار السعة: 41.950 | ملعب تولوز البلدي السعة: 41.000                                                                       | ملعب تولوز البلدي السعة: 41.000                                                                       | ملعب أليانز ريفييرا السعة: 35.624     |
|                                 | | |                                       |

## القوائم
المنتخبات المشاركة في البطولة مُطالبة من قبل الويفا بقائمة اللاعبيين الرسميين المشاركين مع منتخباتهم، ويتوجب أن تستوفي القائمة 23 لاعباً بينهم 3 حراس مرمى، وذلك قبل بداية البطولة. في حالة إذا أصيب لاعب بعد إرسال القائمة، يُسمح بتغيير اللاعب.

## الحكام
في 15 ديسمبر 2015، أعلنت الويفا عن قائمة حُكام يورو 2016.
| الدولة         | الحكم                  |
| -------------- | ---------------------- |
| إنجلترا        | مارتين أتكينسون        |
| إنجلترا        | مارك كلاتنبورغ         |
| ألمانيا        | فيليكس بريش            |
| تركيا          | جنيد شاكير             |
| اسكتلندا       | ويليام كولوم           |
| السويد         | يوناس إريكسون          |
| رومانيا        | أوفيديو هاتسيغان       |
| روسيا          | سيرغي كاراسيف          |
| المجر          | فيكتور كاساي           |
| جمهورية التشيك | بافل كرالوفيتس         |
| هولندا         | بيورن كويبرس           |
| بولندا         | سيمون مارتسينياك       |
| صربيا          | ميلوراد ماجيتش         |
| النرويج        | سفاين أودفار موين      |
| إيطاليا        | نيكولا ريتزولي         |
| سلوفينيا       | دامير سكومينا          |
| فرنسا          | كليمون توربان          |
| إسبانيا        | كارلوس فيلاسكو كاربايو |

## نظام البطولة
ابتداءً من هذه النسخة، سيتغير نظام البطولة الاعتيادي الذي يعتمد على نظام الأربع مجموعات والـ16 منتخب، حيث قرر الاتحاد الأوروبي لكرة القدم زيادة عدد الفرق المشاركة إلى 24 منتخب، مقسمين على 6 مجموعات، مُتصدري المجموعات سيتأهلون مباشرة إلى الدور الثاني، في حين سيتأهل أفضل أربع منتخبات تحل بالمركز الثالث حسب معيار النقط إلى الدور المقبل.

## مرحلة المجموعات
أعلن يويفا عن جدول مباريات البطولة في 25 أبريل 2014، وتم إجراء القرعة النهائية في 12 ديسمبر 2015، في قصر مؤتمرات باريس. متصدرو المجموعات ووصيف كل مجموعة وأفضل 4 منتخبات تحتل المركز الثالث يتأهلون للمرحلة المقبلة.
توقيت المباريات حسب توقيت وسط أوروبا الصيفي (ت ع م+02:00).

### المجموعة أ
| م | الفريق    | لعب | ف | ت | خ | أ.له | أ.ع | أ.ف | نقاط | التأهل                      |
| - | --------- | --- | - | - | - | ---- | --- | --- | ---- | --------------------------- |
| 1 | فرنسا (H) | 3   | 2 | 1 | 0 | 4    | 1   | +3  | 7    | تأهل إلى مرحلة خروج المغلوب |
| 2 | سويسرا    | 3   | 1 | 2 | 0 | 2    | 1   | +1  | 5    | تأهل إلى مرحلة خروج المغلوب |
| 3 | ألبانيا   | 3   | 1 | 0 | 2 | 1    | 3   | −2  | 3    |                             |
| 4 | رومانيا   | 3   | 0 | 1 | 2 | 2    | 4   | −2  | 1    |                             |

| فرنسا                | 2–1   | رومانيا            |
| -------------------- | ----- | ------------------ |
| جيرو 57' · باييت 89' | تقرير | ستانكو 65' (ركلة.) |

| ألبانيا | 0–1   | سويسرا |
| ------- | ----- | ------ |
|         | تقرير | شار 5' |

| رومانيا                   | 1–1   | سويسرا          |
| ------------------------- | ----- | --------------- |
| بوغدان ستانكو 18' (ركلة.) | تقرير | أدمير محمدي 57' |

| فرنسا                     | 2–0   | ألبانيا |
| ------------------------- | ----- | ------- |
| غريزمان 90' · باييت 6+90' | تقرير |         |

| رومانيا | 0–1   | ألبانيا    |
| ------- | ----- | ---------- |
|         | تقرير | ساديكو 43' |

| سويسرا | 0–0   | فرنسا |
| ------ | ----- | ----- |
|        | تقرير |       |

### المجموعة ب
| م | الفريق   | لعب | ف | ت | خ | أ.له | أ.ع | أ.ف | نقاط | التأهل                      |
| - | -------- | --- | - | - | - | ---- | --- | --- | ---- | --------------------------- |
| 1 | ويلز     | 3   | 2 | 0 | 1 | 6    | 3   | +3  | 6    | تأهل إلى مرحلة خروج المغلوب |
| 2 | إنجلترا  | 3   | 1 | 2 | 0 | 3    | 2   | +1  | 5    | تأهل إلى مرحلة خروج المغلوب |
| 3 | سلوفاكيا | 3   | 1 | 1 | 1 | 3    | 3   | 0   | 4    | تأهل إلى مرحلة خروج المغلوب |
| 4 | روسيا    | 3   | 0 | 1 | 2 | 2    | 6   | −4  | 1    |                             |

| ويلز                      | 2–1   | سلوفاكيا |
| ------------------------- | ----- | -------- |
| بيل 10' · روبسون-كانو 81' | تقرير | دودا 61' |

| إنجلترا  | 1–1   | روسيا               |
| -------- | ----- | ------------------- |
| داير 73' | تقرير | ف. بيريزوتسكي 2+90' |

| روسيا        | 1–2   | سلوفاكيا              |
| ------------ | ----- | --------------------- |
| غلوشاكوف 80' | تقرير | فايس 32' · هامشيك 45' |

| إنجلترا                   | 2–1   | ويلز    |
| ------------------------- | ----- | ------- |
| فاردي 56' · ستوريدج 2+90' | تقرير | بيل 42' |

| روسيا | 0–3   | ويلز                             |
| ----- | ----- | -------------------------------- |
|       | تقرير | رامزي 11' · تايلور 20' · بيل 67' |

| سلوفاكيا | 0–0   | إنجلترا |
| -------- | ----- | ------- |
|          | تقرير |         |

### المجموعة ج
| م | الفريق           | لعب | ف | ت | خ | أ.له | أ.ع | أ.ف | نقاط | التأهل                      |
| - | ---------------- | --- | - | - | - | ---- | --- | --- | ---- | --------------------------- |
| 1 | ألمانيا          | 3   | 2 | 1 | 0 | 3    | 0   | +3  | 7    | تأهل إلى مرحلة خروج المغلوب |
| 2 | بولندا           | 3   | 2 | 1 | 0 | 2    | 0   | +2  | 7    | تأهل إلى مرحلة خروج المغلوب |
| 3 | أيرلندا الشمالية | 3   | 1 | 0 | 2 | 2    | 2   | 0   | 3    | تأهل إلى مرحلة خروج المغلوب |
| 4 | أوكرانيا         | 3   | 0 | 0 | 3 | 0    | 5   | −5  | 0    |                             |

| بولندا    | 1–0   | أيرلندا الشمالية |
| --------- | ----- | ---------------- |
| ميليك 51' | تقرير |                  |

| ألمانيا                       | 2–0   | أوكرانيا |
| ----------------------------- | ----- | -------- |
| مصطفي 19' · شفاينشتايغر 2+90' | تقرير |          |

| أوكرانيا | 0–2   | أيرلندا الشمالية           |
| -------- | ----- | -------------------------- |
|          | تقرير | ماكاولي 49' · ماكغين 6+90' |

| ألمانيا | 0–0   | بولندا |
| ------- | ----- | ------ |
|         | تقرير |        |

| أوكرانيا | 0–1   | بولندا            |
| -------- | ----- | ----------------- |
|          | تقرير | بواشتشيكوفسكي 54' |

| أيرلندا الشمالية | 0–1   | ألمانيا   |
| ---------------- | ----- | --------- |
|                  | تقرير | غوميز 30' |

### المجموعة د
| م | الفريق         | لعب | ف | ت | خ | أ.له | أ.ع | أ.ف | نقاط | التأهل                      |
| - | -------------- | --- | - | - | - | ---- | --- | --- | ---- | --------------------------- |
| 1 | كرواتيا        | 3   | 2 | 1 | 0 | 5    | 3   | +2  | 7    | تأهل إلى مرحلة خروج المغلوب |
| 2 | إسبانيا        | 3   | 2 | 0 | 1 | 5    | 2   | +3  | 6    | تأهل إلى مرحلة خروج المغلوب |
| 3 | تركيا          | 3   | 1 | 0 | 2 | 2    | 4   | −2  | 3    |                             |
| 4 | جمهورية التشيك | 3   | 0 | 1 | 2 | 2    | 5   | −3  | 1    |                             |

| تركيا | 0–1   | كرواتيا     |
| ----- | ----- | ----------- |
|       | تقرير | مودريتش 41' |

| إسبانيا   | 1–0   | جمهورية التشيك |
| --------- | ----- | -------------- |
| بيكيه 87' | تقرير |                |

| جمهورية التشيك                  | 2–2   | كرواتيا                     |
| ------------------------------- | ----- | --------------------------- |
| شكودا 76' · نتسيد 3+90' (ركلة.) | تقرير | بيريشيتش 37' · راكيتيتش 59' |

| إسبانيا                      | 3–0   | تركيا |
| ---------------------------- | ----- | ----- |
| موراتا 34'، 48' · نوليتو 37' | تقرير |       |

| جمهورية التشيك | 0–2   | تركيا                 |
| -------------- | ----- | --------------------- |
|                | تقرير | يلماز 10' · توفان 65' |

| كرواتيا                     | 2–1   | إسبانيا   |
| --------------------------- | ----- | --------- |
| كالينيتش 45' · بيريشيتش 87' | تقرير | موراتا 7' |

### المجموعة ر
| م | الفريق          | لعب | ف | ت | خ | أ.له | أ.ع | أ.ف | نقاط | التأهل                      |
| - | --------------- | --- | - | - | - | ---- | --- | --- | ---- | --------------------------- |
| 1 | إيطاليا         | 3   | 2 | 0 | 1 | 3    | 1   | +2  | 6    | تأهل إلى مرحلة خروج المغلوب |
| 2 | بلجيكا          | 3   | 2 | 0 | 1 | 4    | 2   | +2  | 6    | تأهل إلى مرحلة خروج المغلوب |
| 3 | جمهورية أيرلندا | 3   | 1 | 1 | 1 | 2    | 4   | −2  | 4    | تأهل إلى مرحلة خروج المغلوب |
| 4 | السويد          | 3   | 0 | 1 | 2 | 1    | 3   | −2  | 1    |                             |

| جمهورية أيرلندا | 1–1   | السويد           |
| --------------- | ----- | ---------------- |
| هولاهان 48'     | تقرير | كلارك 71' (ه.ذ.) |

| بلجيكا | 0–2   | إيطاليا                    |
| ------ | ----- | -------------------------- |
|        | تقرير | جياكيريني 32' · بيلي 2+90' |

| إيطاليا   | 1–0   | السويد |
| --------- | ----- | ------ |
| إيدير 88' | تقرير |        |

| بلجيكا                      | 3–0   | جمهورية أيرلندا |
| --------------------------- | ----- | --------------- |
| لوكاكو 48'، 70' · فيتسل 61' | تقرير |                 |

| إيطاليا | 0–1   | جمهورية أيرلندا |
| ------- | ----- | --------------- |
|         | تقرير | برادي 85'       |

| السويد | 0–1   | بلجيكا        |
| ------ | ----- | ------------- |
|        | تقرير | ناينغولان 84' |

### المجموعة س
| م | الفريق   | لعب | ف | ت | خ | أ.له | أ.ع | أ.ف | نقاط | التأهل                      |
| - | -------- | --- | - | - | - | ---- | --- | --- | ---- | --------------------------- |
| 1 | المجر    | 3   | 1 | 2 | 0 | 6    | 4   | +2  | 5    | تأهل إلى مرحلة خروج المغلوب |
| 2 | آيسلندا  | 3   | 1 | 2 | 0 | 4    | 3   | +1  | 5    | تأهل إلى مرحلة خروج المغلوب |
| 3 | البرتغال | 3   | 0 | 3 | 0 | 4    | 4   | 0   | 3    | تأهل إلى مرحلة خروج المغلوب |
| 4 | النمسا   | 3   | 0 | 1 | 2 | 1    | 4   | −3  | 1    |                             |

| النمسا | 0–2   | المجر                 |
| ------ | ----- | --------------------- |
|        | تقرير | سالاي 62' · شتيبر 87' |

| البرتغال | 1–1   | آيسلندا       |
| -------- | ----- | ------------- |
| ناني 31' | تقرير | بيارناسون 50' |

| آيسلندا               | 1–1   | المجر               |
| --------------------- | ----- | ------------------- |
| سيغوردسون 40' (ركلة.) | تقرير | سافارسون 88' (ه.ذ.) |

| البرتغال | 0–0   | النمسا |
| -------- | ----- | ------ |
|          | تقرير |        |

| آيسلندا                          | 2–1   | النمسا   |
| -------------------------------- | ----- | -------- |
| بودفارسون 18' · تراوستاسون 4+90' | تقرير | شوبف 60' |

| المجر                       | 3–3   | البرتغال                    |
| --------------------------- | ----- | --------------------------- |
| غيرا 19' · دجودجاك 47'، 55' | تقرير | ناني 42' · رونالدو 50'، 62' |

### ترتيب المركز الثالث
| م | مج | الفريق           | لعب | ف | ت | خ | أ.له | أ.ع | أ.ف | نقاط | التأهل                      |
| - | -- | ---------------- | --- | - | - | - | ---- | --- | --- | ---- | --------------------------- |
| 1 | ب  | سلوفاكيا         | 3   | 1 | 1 | 1 | 3    | 3   | 0   | 4    | تأهل إلى مرحلة خروج المغلوب |
| 2 | ر  | جمهورية أيرلندا  | 3   | 1 | 1 | 1 | 2    | 4   | −2  | 4    | تأهل إلى مرحلة خروج المغلوب |
| 3 | س  | البرتغال         | 3   | 0 | 3 | 0 | 4    | 4   | 0   | 3    | تأهل إلى مرحلة خروج المغلوب |
| 4 | ج  | أيرلندا الشمالية | 3   | 1 | 0 | 2 | 2    | 2   | 0   | 3    | تأهل إلى مرحلة خروج المغلوب |
| 5 | د  | تركيا            | 3   | 1 | 0 | 2 | 2    | 4   | −2  | 3    |                             |
| 6 | أ  | ألبانيا          | 3   | 1 | 0 | 2 | 1    | 3   | −2  | 3    |                             |

## مرحلة خروج المغلوب

### الرسم البياني
|  | دور الستة عشر         | دور الستة عشر   |                     |      | ربع النهائي | ربع النهائي |  |  | نصف النهائي | نصف النهائي |  |  | النهائي | النهائي |
|  |                       |                 |                     |      |             |             |  |  |             |             |  |  |         |         |
|  | 25 يونيو – سانت إتيان |                 |                     |      |             |             |  |  |             |             |  |  |         |         |
|  |                       |                 |                     |      |             |             |  |  |             |             |  |  |         |         |
|  | سويسرا                | 1(4)            |                     |      |             |             |  |  |             |             |  |  |         |         |
|  | سويسرا                | 1(4)            | 30 يونيو – مارسيليا |      |             |             |  |  |             |             |  |  |         |         |
|  | بولندا (ج.)           | 1(5)            |                     |      |             |             |  |  |             |             |  |  |         |         |
|  | بولندا (ج.)           | 1(5)            | بولندا              | 1(3) |             |             |  |  |             |             |  |  |         |         |
|  | 25 يونيو – لنس        |                 | بولندا              | 1(3) |             |             |  |  |             |             |  |  |         |         |
|  |                       | البرتغال (ج.)   | 1(5)                |      |             |             |  |  |             |             |  |  |         |         |
|  | كرواتيا               | البرتغال (ج.)   | 1(5)                | 0    |             |             |  |  |             |             |  |  |         |         |
|  | كرواتيا               |                 | 6 يوليو – ليون      | 0    |             |             |  |  |             |             |  |  |         |         |
|  | البرتغال (ب.و.إ.)     | 1               |                     |      |             |             |  |  |             |             |  |  |         |         |
|  | البرتغال (ب.و.إ.)     | 1               | البرتغال            | 2    |             |             |  |  |             |             |  |  |         |         |
|  | 25 يونيو – باريس      |                 | البرتغال            | 2    |             |             |  |  |             |             |  |  |         |         |
|  |                       | ويلز            | 0                   |      |             |             |  |  |             |             |  |  |         |         |
|  | ويلز                  | ويلز            | 0                   | 1    |             |             |  |  |             |             |  |  |         |         |
|  | ويلز                  | 1 يوليو – ليل   |                     | 1    |             |             |  |  |             |             |  |  |         |         |
|  | أيرلندا الشمالية      | 0               |                     |      |             |             |  |  |             |             |  |  |         |         |
|  | أيرلندا الشمالية      | 0               | ويلز                | 3    |             |             |  |  |             |             |  |  |         |         |
|  | 26 يونيو – تولوز      |                 | ويلز                | 3    |             |             |  |  |             |             |  |  |         |         |
|  |                       | بلجيكا          | 1                   |      |             |             |  |  |             |             |  |  |         |         |
|  | المجر                 | بلجيكا          | 1                   | 0    |             |             |  |  |             |             |  |  |         |         |
|  | المجر                 |                 | 10 يوليو – باريس    | 0    |             |             |  |  |             |             |  |  |         |         |
|  | بلجيكا                | 4               |                     |      |             |             |  |  |             |             |  |  |         |         |
|  | بلجيكا                | 4               | البرتغال (ب.و.إ.)   | 1    |             |             |  |  |             |             |  |  |         |         |
|  | 26 يونيو – ليل        |                 | البرتغال (ب.و.إ.)   | 1    |             |             |  |  |             |             |  |  |         |         |
|  |                       | فرنسا           | 0                   |      |             |             |  |  |             |             |  |  |         |         |
|  | ألمانيا               | فرنسا           | 0                   | 3    |             |             |  |  |             |             |  |  |         |         |
|  | ألمانيا               | 2 يوليو – بوردو |                     | 3    |             |             |  |  |             |             |  |  |         |         |
|  | سلوفاكيا              | 0               |                     |      |             |             |  |  |             |             |  |  |         |         |
|  | سلوفاكيا              | 0               | ألمانيا (ج.)        | 1(6) |             |             |  |  |             |             |  |  |         |         |
|  | 27 يونيو – باريس      |                 | ألمانيا (ج.)        | 1(6) |             |             |  |  |             |             |  |  |         |         |
|  |                       | إيطاليا         | 1(5)                |      |             |             |  |  |             |             |  |  |         |         |
|  | إيطاليا               | إيطاليا         | 1(5)                | 2    |             |             |  |  |             |             |  |  |         |         |
|  | إيطاليا               |                 | 7 يوليو – مارسيليا  | 2    |             |             |  |  |             |             |  |  |         |         |
|  | إسبانيا               | 0               |                     |      |             |             |  |  |             |             |  |  |         |         |
|  | إسبانيا               | 0               | ألمانيا             | 0    |             |             |  |  |             |             |  |  |         |         |
|  | 26 يونيو – ليون       |                 | ألمانيا             | 0    |             |             |  |  |             |             |  |  |         |         |
|  |                       | فرنسا           | 2                   |      |             |             |  |  |             |             |  |  |         |         |
|  | فرنسا                 | فرنسا           | 2                   | 2    |             |             |  |  |             |             |  |  |         |         |
|  | فرنسا                 | 3 يوليو – باريس |                     | 2    |             |             |  |  |             |             |  |  |         |         |
|  | جمهورية أيرلندا       | 1               |                     |      |             |             |  |  |             |             |  |  |         |         |
|  | جمهورية أيرلندا       | 1               | فرنسا               | 5    |             |             |  |  |             |             |  |  |         |         |
|  | 27 يونيو – نيس        |                 | فرنسا               | 5    |             |             |  |  |             |             |  |  |         |         |
|  |                       | آيسلندا         | 2                   |      |             |             |  |  |             |             |  |  |         |         |
|  | إنجلترا               | آيسلندا         | 2                   | 1    |             |             |  |  |             |             |  |  |         |         |
|  | إنجلترا               |                 |                     | 1    |             |             |  |  |             |             |  |  |         |         |
|  | آيسلندا               | 2               |                     |      |             |             |  |  |             |             |  |  |         |         |
|  | آيسلندا               | 2               |                     |      |             |             |  |  |             |             |  |  |         |         |

### دور ال 16
| سويسرا                                      | 1–1 (ب.و.إ.) | بولندا                                                   |
| ------------------------------------------- | ------------ | -------------------------------------------------------- |
| شاقيري 82'                                  | تقرير        | بواشتشيكوفسكي 39'                                        |
| ركلات الترجيح                               |              |                                                          |
| ليختشتاينر · شاكا · شاقيري · شار · رودريغيز | 4–5          | ليفاندوفسكي · ميليك · غليك · بواشتشيكوفسكي · كريتشيوفياك |

| ويلز               | 1–0   | أيرلندا الشمالية |
| ------------------ | ----- | ---------------- |
| ماكاولي 75' (ه.ذ.) | تقرير |                  |

| كرواتيا | 0–1 (ب.و.إ.) | البرتغال      |
| ------- | ------------ | ------------- |
|         | تقرير        | كواريسما 117' |

| فرنسا            | 2–1   | جمهورية أيرلندا  |
| ---------------- | ----- | ---------------- |
| غريزمان 58'، 61' | تقرير | برادي 2' (ركلة.) |

| ألمانيا                              | 3–0   | سلوفاكيا |
| ------------------------------------ | ----- | -------- |
| بواتينغ 8' · غوميز 43' · دراكسلر 63' | تقرير |          |

| المجر | 0–4   | بلجيكا                                                      |
| ----- | ----- | ----------------------------------------------------------- |
|       | تقرير | ألدرفايريلد 10' · باتشوايي 78' · هازارد 80' · كاراسكو 1+90' |

| إيطاليا                  | 2–0   | إسبانيا |
| ------------------------ | ----- | ------- |
| كيلليني 33' · بيلي 1+90' | تقرير |         |

| إنجلترا         | 1–2   | آيسلندا                         |
| --------------- | ----- | ------------------------------- |
| روني 4' (ركلة.) | تقرير | ر. سيغوردسون 6' · سيغبورسون 18' |

### ربع النهائي
| بولندا                                     | 1–1 (ب.و.إ.) | البرتغال                                     |
| ------------------------------------------ | ------------ | -------------------------------------------- |
| ليفاندوفسكي 2'                             | تقرير        | سانشيز 33'                                   |
| ركلات الترجيح                              |              |                                              |
| ليفاندوفسكي · ميليك · غليك · بواشتشيكوفسكي | 3–5          | رونالدو · سانشيز · موتينيو · ناني · كواريسما |

| ويلز                                        | 3–1   | بلجيكا        |
| ------------------------------------------- | ----- | ------------- |
| أ. ويليامز 31' · روبسون-كانو 55' · فوكز 86' | تقرير | ناينغولان 13' |

| ألمانيا                                                                       | 1–1   | إيطاليا                                                                             |
| ----------------------------------------------------------------------------- | ----- | ----------------------------------------------------------------------------------- |
| أوزيل 65'                                                                     | تقرير | بونوتشي 78' (ركلة.)                                                                 |
| ركلات الترجيح                                                                 |       |                                                                                     |
| كروس · موبر · أوزيل · دراكسلر · شفاينشتايغر · هوملز · كيميش · بواتينغ · هكتور | 6–5   | إينسيني · زازا · بارزالي · بيلي · بونوتشي · جياكيريني · بارولو · دي شيليو · دارميان |

| فرنسا                                               | 5–2   | آيسلندا                       |
| --------------------------------------------------- | ----- | ----------------------------- |
| جيرو 12'، 59' · بوغبا 19' · باييت 42' · غريزمان 45' | تقرير | سيغبورسون 56' · بيارناسون 84' |

### نصف النهائي
| البرتغال               | 2–0   | ويلز |
| ---------------------- | ----- | ---- |
| رونالدو 50' · ناني 53' | تقرير |      |

| ألمانيا | 0–2   | فرنسا              |
| ------- | ----- | ------------------ |
|         | تقرير | غريزمان 2+45'، 72' |

### النهائي
| البرتغال  | 1–0 (ب.و.إ.) | فرنسا |
| --------- | ------------ | ----- |
| إيدر 109' | تقرير        |       |

## إحصائيات

### مسجلي الأهداف
6 أهداف
- أنطوان غريزمان

3 أهداف
- أوليفيه جيرو
- ديميتري باييت
- كريستيانو رونالدو
- ناني
- ألفارو موراتا
- غاريث بيل

هدفين
- روميلو لوكاكو
- راجا ناينغولان
- إيفان بيريشيتش
- ماريو غوميز
- بالاج دجودجاك
- بيركير بيارناسون
- كولبين سيغبورسون
- غراتسيانو بيلي
- ياكوب بواشتشيكوفسكي
- روبي برادي
- بوغدان ستانكو
- هال روبسون-كانو

هدف واحد
- أرماندو ساديكو
- أليساندرو شوبف
- توبي ألدرفايريلد
- ميتشي باتشوايي
- يانيك فيريرا كاراسكو
- إدين هازارد
- أكسيل فيتسل
- نيكولا كالينيتش
- لوكا مودريتش
- إيفان راكيتيتش
- توماش نتسيد
- ميلان شكودا
- إيريك داير
- واين روني
- دانييل ستوريدج
- جيمي فاردي
- بول بوغبا
- جيروم بواتينغ
- يوليان دراكسلر
- شكودران مصطفي
- مسعود أوزيل
- باستيان شفاينشتايغر
- زولتان غيرا
- زولتان شتيبر
- آدم سالاي
- يون دادي بودفارسون
- غيلفي سيغوردسون
- راغنار سيغوردسون
- آرنور إينغفي تراوستاسون
- ليوناردو بونوتشي
- جورجيو كيلليني
- إيدير
- إيمانويلي جياكيريني
- غاريث ماكاولي
- نيال ماكغين
- روبرت ليفاندوفسكي
- أركاديوش ميليك
- إيدر
- ريكاردو كواريسما
- ريناتو سانشيز
- ويس هولاهان
- فاسيلي بيريزوتسكي
- دينيس غلوشاكوف
- أوندري دودا
- ماريك هامشيك
- فلاديمير فايس
- نوليتو
- جيرارد بيكيه
- أدمير محمدي
- فابيان شار
- شيردان شاقيري
- أوزان توفان
- براق يلماز
- آرون رامزي
- نيل تايلور
- سام فوكس
- أشلي ويليامز

هدف ذاتي واحد
- بيركير مار سافارسون (لعب ضد المجر)
- غاريث ماكاولي (لعب ضد ويلز)
- كياران كلارك (لعب ضد السويد)

مصدر: UEFA

### جوائز البطولة

#### فريق البطولة
اختار الفريق التقني للويفا فريق البطولة المتكون من 11 لاعب خلال جميع أدوار البطولة، على غرار النسخة السابقة التي اختير فيها 23 لاعب. خلال متابعة فريق الويفا لجميع أدوار البطولة، تم اختيار اللائحة النهائية لفريق البطولة الذي ضم أربعة لاعبين من تشكيلة البطل منتخب البرتغال.
| حراسة المرمى | الدفاع                                        | خط الوسط                                                   | الهجوم            |
| ------------ | --------------------------------------------- | ---------------------------------------------------------- | ----------------- |
| روي باتريسيو | جيروم بواتينغ جوشوا كيميش رافاييل غيريرو بيبي | أنطوان غريزمان ديميتري باييت توني كروس جوي ألين آرون رامزي | كريستيانو رونالدو |

#### أفضل لاعب في البطولة
تم اختيار الفرنسي أنطوان غريزمان كأفضل لاعب في البطولة، كما تُوِج أيضاً بلقب هداف البطولة.

#### أفضل لاعب شاب في البطولة
أفضل لاعب شاب مفتوحة للاعبين المزدادين بعد تاريخ فاتح يناير 1994، وقد فاز بها البرتغالي ريناتو سانشيز (19 سنة)، متفوقاً على الفرنسي كينغسلي كومان والبرتغالي الآخر رافاييل غيريرو.

#### الحذاء الذهبي
فاز بالحذاء الذهبي هداف البطولة الفرنسي أنطوان غريزمان حيث سجل 6 أهداف في 555 دقيقة.

#### الحذاء الفضي
فاز بالحذاء الفضي البرتغالي كريستيانو رونالدو، حيث سجل هدفين في مرحلة المجموعات وهدف في مرحلة خروج المغلوب، بالإضافة إلى صنع هدفين وذلك في 625 دقيقة.

#### الحذاء البرونزي
فاز بالحذاء البرونزي الفرنسي أوليفيه جيرو الذي سجل 3 أهداف وصنع هدفين، متفوقاً على ديميتري باييت الذي حصل على الجائزة بفارق الدقائق الملعوبة فقط.

### الجوائز المالية
بمجموع 301 مليون يورو مقسمة على المنتخبات الـ24 المشاركة، تخطت نفقات الجوائز المالية ب 196 مليون يورو عن النسخة السابقة.
| المركز | المنتخب                                            | مليون يورو |
| ------ | -------------------------------------------------- | ---------- |
| 1      | البرتغال                                           | 25.5       |
| 2      | فرنسا                                              | 23.5       |
| 3      | ألمانيا                                            | 18.5       |
| 4      | ويلز                                               | 18.0       |
| 5      | بولندا                                             | 14.5       |
| 6      | بلجيكا · آيسلندا · إيطاليا                         | 14         |
| 9      | كرواتيا                                            | 12         |
| 10     | إنجلترا · المجر · إسبانيا · سويسرا                 | 11.5       |
| 14     | جمهورية أيرلندا · سلوفاكيا                         | 11.0       |
| 16     | أيرلندا الشمالية                                   | 10.5       |
| 17     | ألبانيا · تركيا                                    | 9.0        |
| 19     | النمسا · جمهورية التشيك · رومانيا · روسيا · السويد | 8.5        |
| 24     | أوكرانيا                                           | 8.0        |

## المخاوف

### هجمات باريس

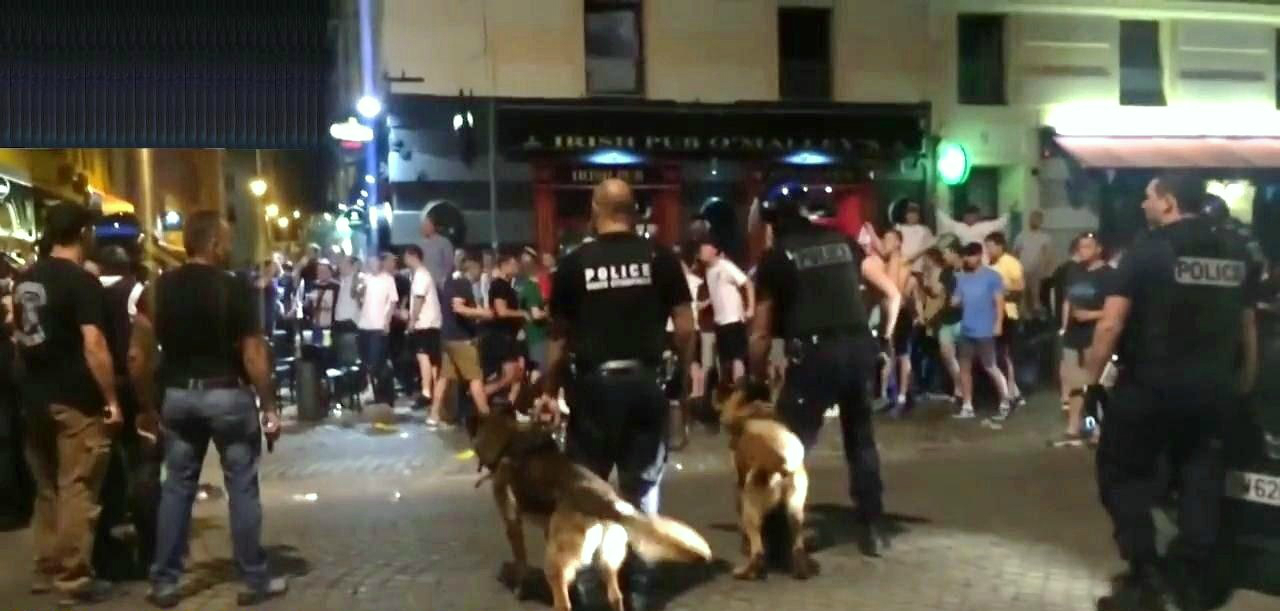
تدخل الشرطة لتفرقة مثيري الشعب في مدينة مارسيليا خلال البطولة.

على أعقاب هجمات باريس التي وقعت في 13 نوفمبر 2015 والتي استهدفت إحداها مباراة كرة قدم في ستاد دو فرانس نشأت خلافات بخصوص سلامة اللاعبين والسياح خلال بطولة أمم أوروبا. نويل لو جريت رئيس اتحاد فرنسا لكرة القدم وضح أن المخاوف بخصوص الحالة الأمنية ازدادت بعد الهجمات الإرهابية حيث قال: «دائمًا ما يرافق بطولات اليورو مخاوف أمنية والآن أصبحت أعلى بكثير. سوف نستمر بعمل ما نستطيع من أجل أن نضمن السلامة للحضور على الرغم من المخاطر التي قد تصاحب ذلك. أعلم أن الجميع حذر وهذا بالتأكيد سيجعلنا أكثر حذرًا وأكثر قلقًا كاتحاد فرنسي ودولة فرنسا».

### أعمال الشغب
شهد يورو 2016 عدد من الاشتباكات العنيفة في 11 يونيو قبل وبعد مباراة إنجلترا وروسيا في مارسيليا نتج عنها إصابة بريطاني بجروح خطيرة. وأثناء الاشتباكات قامت الشرطة الفرنسية باستخدام الغاز المسيل للدموع لتفريق الجماهير. وذكرت مصادر صحفية بأنه تم القبض على 6 أشخاص على الأقل.
وذكرت مصادر أخرى عن وقوع اشتباكات أيضًا بين أنصار أيرلندا الشمالية وبولندا في نيس.

## الرموز

### الشعار

البوستر الرسمي لأغنية الافتتاح

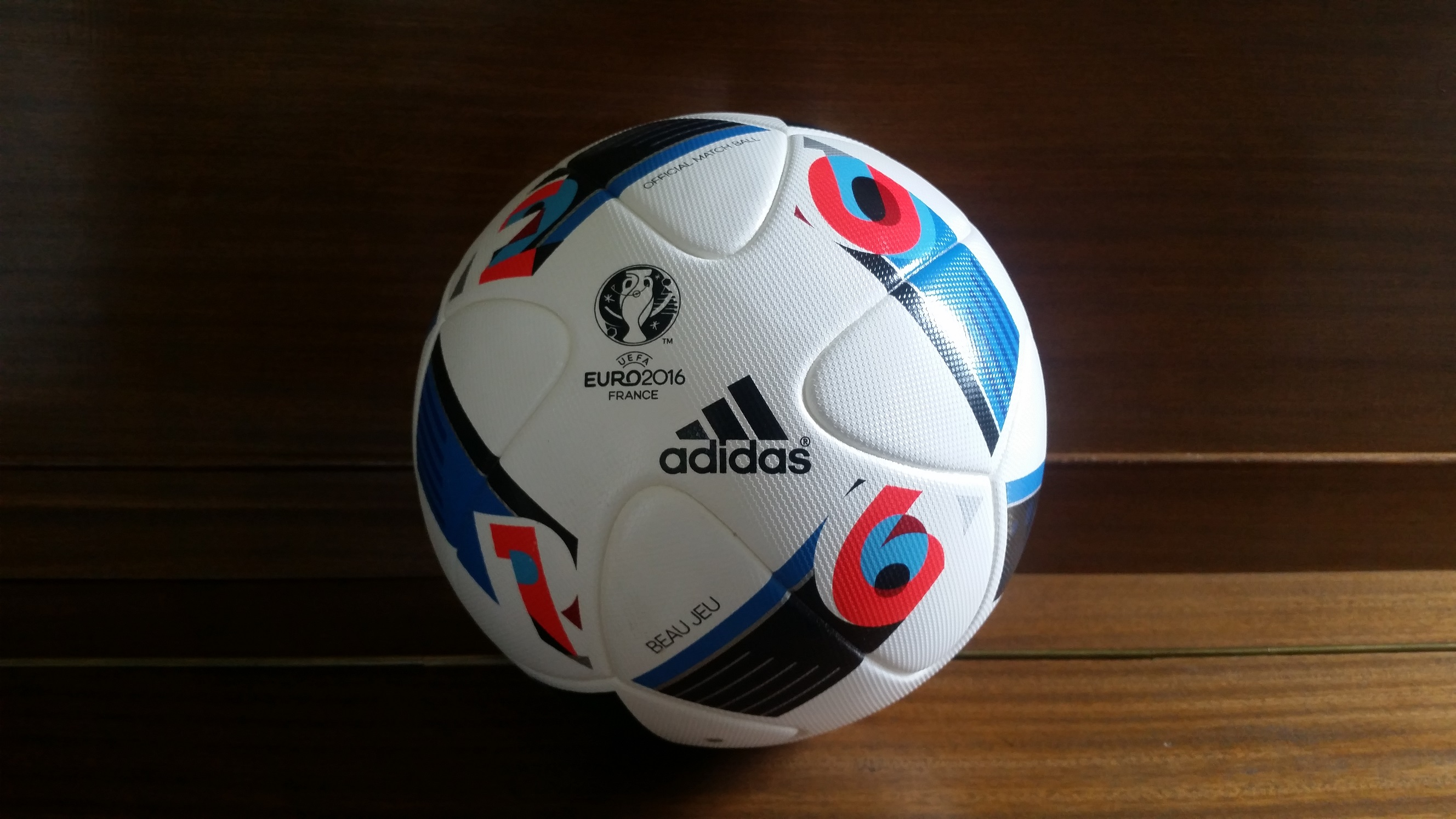
أديداس اللعب الجميل الكرة الرسمية للبطولة

شعار يورو 2016 تم تقديمه في 26 يونيو 2013 من قبل ميشيل بلاتيني، رئيس اليويفا في جناح كامبون كابوسين في باريس. في بيان رسمي، قالت اليوفيا «إن الهدف هو الجمع بين الإبداع الذي يميز الثقافة الفرنسية وجمال كرة القدم، ولإعطاء دورة اليورو 2016 هويته الخاصة. وهذا يساعد على تعزيز مكانة واحدة من أكبر الأحداث الرياضية في العالم وإعطائها هوية يمكن التعرف عليها بسهولة». تم تصميمه من قبل برانديا سنترال، الوكالة البرتغالية التي كلفت كذلك بتصميم شعار يورو 2012. الشعار مقتبس من فكرة «الاحتفال بفن كرة القدم»، ويتسم التصميم ببساطته وإجماعه بالعديد من الحركات الفنية وكذلك مختلف المكونات المتعلقة بكرة القدم.
العنصر المركزي الذي يتوسط الشعار هو كأس هنري ديلوناي، مخترع المسابقة. اللون الأزرق، والأبيض، والأحمر هي ألوان العلم الفرنسي وهي موجودة على الكأس إضافة إلى وجودها في شكل خطوط وأشكال على كامل الشعار وهو ما يعطيه الطابع المعاصر والرصين.

### الشعار المكتوب
تم كشف الستار عن الشعار في مرسيليا في 18 أكتوبر 2013، ويعني «الموعد» (باللغة الفرنسية: Le Rendez-vous). يريد المنظمون إعطاء هذه الدورة روح التوحيد بين الجماهير واللاعبين وكذلك للاحتفال بفن كرة القدم على أعلى مستوى القارة الأوروبية. يختلف هذا الشعار عن شعار تقديم الترشح لفرنسا وهو ما كان «كرة القدم كما نحبها».

### الأغنية الرسمية
الأغنية الرسمية للبطولة هي أغنية هذه القطعة من أجلك (بالإنجليزية: This One's For You) من طرف دافيد غيتا وغناء زارا لارسون.

### كرة المباريات
أديداس اللعب الجميل (بالفرنسية: Adidas Beau Jeu) هي الكرة الرسمية لبطولة أمم أوروبا 2016، وهي كرة شبيهة بكرة برازوكا من حيث التصميم. قدمها الويفا رسميًا يوم 12 نوفمبر 2015 بواسطة اللاعب الفرنسي زين الدين زيدان.

احتفال جوجل بانطلاق البُطولة

### احتفال جوجل
في 10 يونيو 2016 احتفلَ مُحرك البحث جوجل بانطلاق بُطولة أُمم أوروبا لِكرة القَدم 2016.

## التسويق

### الرعاة

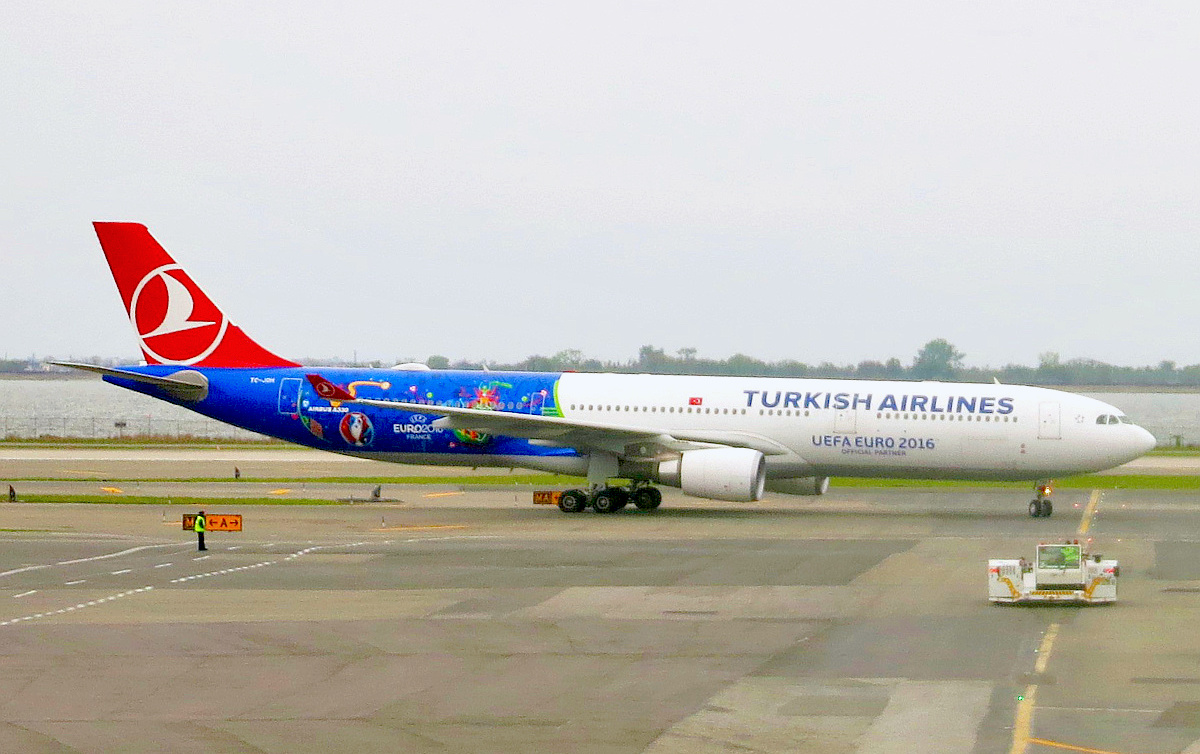
طائرة الخطوط الجوية التركية مزركشة بألوان يورو 2016.

| - أديداس - كارلسبيرغ - كوكا كولا - كونتيونتال - هايسنس | - هيونداي–كيا - ماكدونالدز - أورنج - سوكار - الخطوط الجوية التركية |

| - هوم-أواي - كريدي أجريكول - الفرنسية للألعاب - البريد الفرنسي - برومان - الشركة الوطنية للسكك الحديدية |

### البث والإعلام
سيتم بث منافسات البطولة لجميع دول العالم من خلال التلفاز والإذاعة، حيث قسمت الحقوق العديد من الدول والأقاليم على نطاق جغرافي (مثل إفريقيا جنوب الصحراء الكبرى ودول الكاريبي). القنوات الناقلة في الدولة المستضيفة فرنسا هي تي أف 1، أم 6، بي إن سبورت، بينما القنوات التي ستبث المنافسات للعالم العربي هي باقة بي إن سبورت. يذكر أن مقر مركز البث الدولي (IBC) سيقع مقره في لا بورت دو فرساي في العاصمة الفرنسية باريس. ومن الجدير ذكره أيضاً أن هناك فقط إذاعتين ستنقل أحداث البطولة بواسطة الإذاعة، وهما راديو فرنسا وإذاعة اتحاد البث الأوروبي.

### لعبة الفيديو
لعبة فيديو بطولة أمم أوروبا لكرة القدم 2016 هي اللعبة الرسمية للبطولة طُوِرت بواسطة كونامي كمحتوى قابل للتحميل على لعبة برو إفولوشن سوكر 2016. المحتوى كان مُتاحاً لأعضاء برو إفولوشن سوكر 2016 في 24 مارس 2016 على منصات بلاي ستيشن 3، بلاي ستيشن 4، إكس بوكس 360، إكس بوكس ون ومايكروسوفت ويندوز. فيما أصبحت متاحة للتوزيع الرقمي في 21 أبريل على بلاي ستيشن 3 وبلاي ستيشن 4.

## التجهيزات
في 13 سبتمبر 2012، تم تعيين كيوني كشركة مسؤولة عن الإسكان وتوفير أماكن الإقامة. هذا العقد يغطي احتياجات المنتخبات المشاركة، مسؤولي المباريات، شركاء الأعمال والتوزيع، الصحفيين، المزودون والفرق المسؤولة عن تنظيم المرحلة النهائية. قدمت هذه الشركة السويسرية أعمالها أيضًا في يورو 2008.

## وصلات خارجية
- الموقع الرسمي
 – الموقع الرسمي
- بطولة أمم أوروبا لكرة القدم 2016 – معلومات على موقع يويفا
- بطولة أمم أوروبا لكرة القدم 2016 - معلومات على موقع الاتحاد الفرنسي لكرة القدم